# جيمس هانيغان
جيمس هانيغان (بالإنجليزية: James Hannigan)‏ هو ملحن بريطاني، ولد في 23 يوليو 1971.

## وصلات خارجية
- الموقع الرسمي
- جيمس هانيغان على موقع IMDb (الإنجليزية)
- جيمس هانيغان على موقع ميوزك برينز (الإنجليزية)
- جيمس هانيغان على موقع أول ميوزيك (الإنجليزية)
- جيمس هانيغان على موقع ديسكوغز (الإنجليزية)